# Alibaberg
Alibaberg is het 146ste stripverhaal van De Kiekeboes. Dit album voor de reeks van Merho werd door striptekenaar Kristof Fagard getekend, digitale inkt door Jos Vanspauwen. Het album verscheen op 5 juli 2016.

## Verhaal
Het is krokusvakantie en Fanny is op skivakantie met Alanis en Tomboy in de Zwitserse Alpen.
Thuis heeft Konstantinopel een kinderslot op Marcels computer geplaatst omdat hij zegt dat hij een digitale kluns is. Daarna start Nopel hem dan maar zelf op. Dit gaat echter fout want de laptop crasht!
Nopel belt vervolgens Nerd om de computer te maken. Maar Nerd zegt alleen: 'HELP!!! IK... AUW!!!'. De familie Kiekeboe is niet gerust, dus gaan ze naar Nerd toe. Bij zijn thuis blijkt dat hij "Alibab" in het stof heeft geschreven. Nopel googelt op het woord Alibab en komt uiteindelijk uit op Alibaberg, wat een berg is die je kan bereiken vanuit het skioord Assembash. En dat is toch wel toevallig de plek waar Fanny, Alanis en Tomboy op skivakantie zijn. Daarom vraagt Nopel of Fanny wil informeren naar Alibaberg. Wanneer Fanny aan de balie informeert naar Alibaberg luistert een kolonel die van meer weet mee.
Die kolonel waarschuwt graaf Cava De La Casa. En die graaf werd versierd door Alanis. Dus denken ze dat het gevaarlijke spionnen zijn. Die avond ontvoeren ze Alanis en lokken ze Fanny en Tomboy naar de villa waar ze al eens eerder werden weggejaagd. In de grot onder de villa zit Nerd gevangen, Alanis en Dame Thea die er was opgesloten omdat ze vroeger van Cava De La Casa een fortuin had afgenomen. Waardoor ze nu zo rijk is. Maar terwijl Fanny, Alanis, Tomboy en Dame Thea proberen te ontsnappen worden Alanis en Tomboy Gevangengenomen. Dame Thea en Fanny gaan naar Alibaberg. Dat eigenlijk een opslagplaats is voor supergeheime gegevens. Cava De La Casa had Nerd nodig voor de servers. Hij zei 'HELP IK , AUW!' Omdat hij toen
door de graaf ontvoerd werd omdat hij niet met hem wilde meewerken. Fanny kan binnen de berg met Nerd ontsnappen terwijl Dame Thea de graaf heeft verwond. Fanny en Nerd ontsnappen met de sportwagen van de graaf. Maar Dame Thea gaat hen achterna. Todat ze met haar niesbui een lawine heeft veroorzaakt. Fanny kan ontsnappen met Nerd en bevrijdt Alanis en Tomboy. De schurken worden aan de politie overgeleverd.